# Bloodbath in Paradise
Bloodbath in Paradise – pierwsze demo black metalowego zespołu Belphegor. Wydane własnym nakładem muzyków w lutym 1993 roku.

## Lista utworów
1. Intro: Requiem In #C
2. Bloodbath in Paradise
3. Graves of Sorrow
4. Schizoid Nightmare
5. Mutilated Corpse